# 小行星3021
小行星3021（3021 Lucubratio）是一颗围绕太阳公转的小行星。1967年2月6日，保羅·維爾特在齐美尔瓦尔德发现了此天体。
該小行星以「夜讀夜做」的拉丁語命名。
这颗小行星的绝对星等为96.41301947176295等。